# آيت تيملي (آيت سيدي داود)
آيت تيملي هي إحدى مشيخات المملكة المغربية، تتبع جغرافيا لإقليم الحوز وإداريًا لآيت سيدي داود. يقدر عدد سكانها بـ 3602 نسمة حسب الإحصاء الرسمي للسكان والسكنى لسنة 2004.